# ترواد (آناتولی)
ترواد (به لاتین: Troad) یک منطقه تاریخی در ترکیه است.